# Edificio de la Compañía Arrendataria de Tabacos
El edificio de la Compañía Arrendataria de Tabacos está situado en la vía Layetana de Barcelona.
Fue construido entre 1923 y 1924 para albergar la sede social de la compañía Arrendataria de Tabacos según proyecto del arquitecto Francisco Guardia. Posteriormente albergó la delegación de Hacienda y la consejería de justicia del gobierno catalán.